# 1616

## Събития
- 24 февруари – Комисия от римокатолически теолози определя идеята на Николай Коперник за хелиоцентричната система като „безсмислена, абсурдна, и официално еретична, тъй като отявлено противоречи на Светото писание...“.
- 11 март – Галилео Галилей се среща лично с папа Павел V, за да обсъди своята позиция по въпроса.
- 15 септември – Първото безплатно, държавно училище за не-аристократи в Европа е открито във Фраскати, Италия.
- 25 октомври – Експедиция начело с нидерландски капитан и изследовател Дърк Нартог (Dirk Hartog) осъществява второто регистрирано достигане на Австралия от европейска група.
- Покахонтас пристига в Англия.
- Започва война между Република Венеция и Австрия.
- В Прага е основан Музикален колеж (Collegium Musicum).
- Произведението на Николай Коперник „De Revolutionibus Orbium Coelestium“ („За въртенето на небесните сфери“) е сложено в Индекса на забранените книги от Римокатолическата църква.
- Бъдещият основател на държавата Бутан Нгауанг Намгиал (Ngawang Namgyal) бяга от Тибет и основава манастира Чери в долината Тхимпху.
- Първо регистрирано изригване на вулкана Майон във Филипините.
- В Константинопол е завършена Султан Ахмед джамия (известна още като „Синята джамия“).

## Родени
- 13 януари – Антоанет Буриньон, фламандски мистик († 1680 г.)
- 16 януари – Франсоа дьо Вендом, дук дьо Бофор, френски войник, взел дейно участие във Фрондата, незаконен син на френския крал Анри IV († 1669 г.)
- 27 януари – Кристен Аагаард (Christen Aagaard), датски поет († 1664 г.)
- 30 януари – Уилям Санкрофт, Архиепископ на Кентърбъри († 1693 г.)
- 2 февруари – Себастиан Бурдон, френски художник († 1671 г.)
- 27 март – Беата Мария де Хесус Руано, испански мистик
- 24 април – Густав, граф на Вазабург, незаконен син на крал Густав II Адолф и неговата любовница Маргарета Слотс († 1653 г.)
- 16 май – Арчибалд Примроуз, лорд Карингтън, шотландски съдия († 1679 г.)
- 18 май – Йохан Якоб Фробергер, германски композитор
- 25 май – Карло Долчи (Carlo Dolci), италиански живописец, представител на Барока († 1686 г.)
- 11 октомври – Андреас Грифиус, немски поет и драматург
- юни – Джон Търло (John Thurloe), секретар на държавния консул в Англия по време на Протектората, главен шпионин на Оливър Кромуел († 1668 г.)
- 24 юни – Фердинанд Бол, нидерландски живописец, офортист и график († 1680 г.)
- 11 октомври – Андреас Грифиус (Andreas Gryphius), немски драматург и поет, представител на Барока († 1664 г.)
- 18 октомври – Николас Кълперер (Nicholas Culpeper), английски ботанист, лекар и астролог († 1654 г.)
- 20 октомври – Томас Бартолин, датски лекар, математик и теолог, известен най-вече с работата си по откриването на лимфната система при човека († 1680 г.)
- 23 ноември – Джон Уолис, английски математик, известен с това, че е въвел символа за обозначение на безкрайност „∞“ († 1703 г.)
- 17 декември – Роджър Л'Естранж (Roger L'Estrange), английски писател, журналист и автор на политически памфлети
- неизвестна дата
  - Шарл Албанел, френски изследовател, мисионер в Канада († 1696 г.)
  - Хенри Бард, 1-ви виконт Беломонт, английски роялист († 1656 г.)
  - Уилям Хамилтън, 2-ри херцог и 4-ти маркиз Хамилтон, шотландски благородник, участник в гражданските войни в Шотландия в средата на XVII век († 1651 г.)
  - Уилям Холдър, английски музикален теоретик († 1698 г.)
  - Камалакара, индийски астроном и математик († 1700 г.)
  - Йохан Клай, немски поет, един от главните представители на Нюрнбергската школа († 1656 г.)
  - Сокухи Ниоицу (Sokuhi Nyoitsu), будистки монах, поет и калиграф († 1671 г.)
  - Джон Оуен, църковен лидер и теолог, представител на антиконформизма († 1683 г.)
- вероятно
  - Цезар ван Евердинген, нидерландски художник-портретист, по-голям брат на Аларт ван Евердинген († 1678 г.)
  - Матиас Векман (Matthias Weckmann), музикант и композитор от Северна Германия, представител на Барока († 1674 г.)

## Починали
- 5 януари – Симеон Бекбулатович, хан на касимските татари, обявен от Иван Грозни за велик княз на цяла Русия
- 6 януари – Филип Хенслоу (Philip Henslowe), английски театрален мениджър, чийто „Дневник“ е основен източник на информация за театъра в Лондон през Ренесанса (р. 1550 г.)
- 13 февруари – Андерс Сьоренсен Ведел, датски свещеник и историк (р. 1542)
- 28 февруари – Принц Миколай Кристоф Радзивил „Сиракът“ (Mikołaj Krzysztof „Sierotka“ Radziwiłł), полско-литовски благородник (р. 1549 г.)
- 3 март – Матиас дьо Лобел, лекар на Джеймс I (р. 1538 г.)
- 6 март – Франсис Бомон, драматург, представител на английския ренесансов театър (р. 1584 г.)
- 8 март – Мария Ана Баварска, жена на Фердинанд II Хабсбург (р. 1574 г.)
- 23 април (по нов стил) – Мигел де Сервантес, испански романист, драматург и поет (р. 1547 г.)
- 23 април (по стар стил) – Уилям Шекспир, английски драматург и поет (р. 1564 г.)
- 8 август – Корнелис Кетел, нидерландски художник и поет
- 22 декември – Якоб Лемер, нидерландски мореплавател
- 1 юни – Токугава Иеясу, японски шогун (р. 1543 г.)
- 12 юни – Кузма Минин, търговец от Нижни Новгород
- 20 юли – Хонда Масанобу, японски командир и даймио (р. 1538 г.)
- 25 юли – Андреас Либавиус, немски лекар и химик (р. 1555 г.)
- 29 юли – Тан Сянцзу (Tang Xianzu), китайски драматург и поет (р. 1550 г.)
- 17 октомври – Джон Питс, католически учен и писател (р. 1560 г.)
- 23 октомври – Леонард Хутер (Leonhard Hutter), немски лутерански теолог (р. 1563 г.)
- 23 ноември – Ричард Хаклът (Richard Hakluyt), английски писател, редактор и преводач (р. 1552 г.)
- неизвестна дата
  - Матео Перец д'Алечио (Matteo Perez d'Aleccio), италиански художник (исторически и морски сюжети), представител на маниеризма (р. 1547 г.)
  - Сципионе Джентили, професор по право, автор на юридически трудове (р. 1563 г.)
  - Yonten Gyatso, 4-ти Далай Лама, (р. 1589 г.)
  - Хенри Робинсън, английски епископ (р. 1553 г.)
  - Саказаки Наомори (Sakazaki Naomori), японски даймио